# RNZAF Base Ohakea

i7
i11
i13
RNZAF Base Ohakea (ICAO-Code: NZOH) ist ein Militärflugplatz der Royal New Zealand Air Force (RNZAF) 22 km westlich von Palmerston North in der Region Manawatū-Whanganui auf der Nordinsel. Der Flugplatz war in den ersten Jahrzehnten nach dem Ende des Zweiten Weltkriegs die Haupteinsatzbasis der neuseeländischen Kampfflugzeuge und ist inzwischen Heimat der meisten Schulflugzeuge und Hubschrauber der RNZAF.

## Geschichte
Die Regierung des Landes entschied 1935 eine Erweiterung der RNZAF. In Folge entstanden einige neue Militärflugplätze und der zukünftige Standort Ohakea, wo gemäß älterer Planungen bereits Ende der 1920er ein ziviler Luftschiffhafen geplant worden war, sollte eine Bomber-Basis werden. Daher entstanden hier in den Folgejahren zwei noch heute genutzte große Flugzeughallen.
Aufgrund des Ausbruchs des Zweiten Weltkriegs in Europa kam es jedoch nicht mehr zu einer Auslieferung der Bomber, da diese an die britische RAF abgegeben wurden. Anstelle der Bomber wurde Ohakea die prinzipielle Schulungsbasis fliegender Besatzungen.
Nach Kriegsende wurden die 14., 42. und 75, Staffel der RNZAF in Ohakea neu aufgestellt. Die 14. Squadron war zunächst einige Jahre mit Vought F4U Corsair ausgerüstet und flog anschließend für eine Kurze Zeit die Mosquito. Diesen Typ setzte die 75. Squadron bereits seit ihrer Neuaufstellung ein und flog ihn bis 1951. In diesem Jahr rüstete sie auf die Vampire u, die sie bis 1971 einsetzte. Die 14. Staffel flog von 1952 bis 1959 ebenfalls die Vampire bzw. ab 1955 Venom. Die 14. Staffel war anschließend von 1959 bis 1970 eine mit Canberra ausgerüsteten Bomberstaffel, und auch die 75. Staffel betrieb von 1958 bis 1962 einige von der RAF ausgeliehene Canberras. Beide Staffeln waren in diesen Jahrzehnten vielfach außerhalb von Neuseeland im Einsatz.
Die 42. Staffel war demgegenüber ein Transportverband, der hier bis 1984 stationiert war. In diesen Jahren war sie bis 1977 mit Dakota und anschließend mit Andover ausgerüstet. Hinzu kamen Devons. Beim Staatsbesuch von Königin Elisabeth II. in den Jahren 1953/54 oblag der Transport im Land der 42. Squadron.
Die 75. Squadron erhielt ab 1970 die Douglas A-4, die sie bis Ende 2001 betrieb. Anschließend wurde sie deaktiviert. Mit der 2. Squadron lag zwischen Ende 1984 und Anfang 1991 eine zweite „Skyhawk“-Staffel in Ohakea.
Die Rolle der 14. Squadron änderte sich 1970, als sie zu einer Schulstaffel für das Fortgeschrittenentraining wurde. Sie flog jahrelang, von 1972 bis 1991 die BAC Strikemaster und von 1991 bis zu ihrer zeitweiligen Auflösung Ende 2001 die Aermacchi MB-339.
Nach der Außerdienststellung der 14. und 75. Staffel verlegte die zwischenzeitlich in
Whenuapai beheimatete 42. Staffel zurück nach Ohakea, wo sie schon die Super King Air B200 geflogen hatte, die sie 2018 gegen neue Exemplare der Baureihe B350i austauschte.
Im Jahr 2012 verlegte die 3. Staffel mit Beginn ihrer Umrüstung auf die NH90 nach Ohakea, wobei sie ihre alten UH-1H noch bis 2015 weiterflog. Für die Helikopter wurde ein neuer Hangar auf der Basis errichtet. Als dritte Staffel wurde Anfang 2015 die 14. Squadron reaktiviert, die im Folgejahr mit der Ausbildung auf der T-6C begann.
Der Bau eines weiteren Hangars begann 2019 im Hinblick auf die für 2023 geplante Verlegung der 5. Squadron von Whenuapai nach Ohakea im Rahmen ihrer Umrüstung auf die P-8A. Die erste P-8 traf Ende 2022 auf ihrer zukünftigen Heimatbasis ein und sieben Monate später waren alle vier Maschinen überführt.

## Militärische Nutzung
Zurzeit (2023) liegen hier vier fliegende Verbände:
- 3. Squadron, Helikopterstaffel, ausgerüstet seit mit AW109LUH und seit 2012 auch NH90-TTH
- 5. Squadron, Seefernaufklärungsstaffel, ausgerüstet seit 2023 mit der Boeing P-8
- 14. Squadron, Schulstaffel, ausgerüstet seit 2015 mit T-6C
- 42. Squadron, Schulstaffel, ausgerüstet seit 2018 mit Super King Air B350i

Die ebenfalls hier beheimatete Central Flying School nutzt die Maschinen der 14. Staffel mit. Neben dem Hauptquartier des Flugausbildung sind hier eine Reihe nicht fliegender Verbände stationiert. Hier befindet sich auch das RNZAF-Museum.

## Zivile Nutzung
Der Flugplatz ist Ausweichplatz der großen Verkehrsflughäfen des Landes. Hierzu befindet sich in Ohakea auch ein Passagierterminal. Im Januar 2017 wurde zum Beispiel eine Airbus A380 von Emirates hierhin umgeleitet.